# Christian Woman
«Christian Woman» (рус. Христианка) — второй сингл американской готик-метал группы Type O Negative, и второй с альбома 1993 года Bloody Kisses. Это одна из двух песен (вторая — «Black No. 1»), которым люди приписывают продвижение группы в мейнстрим.  Автор музыки и текста — Питер Стил. Героиня песни — христианка, которой снится Иисус в её постели, и она испытывает к нему плотское влечение. Существует две версии песни: более откровенная альбомная версия, которая длится 8 минут, и 4-минутная «Butt-Kissing Sell-Out Version» с немного изменённым текстом, в котором смягчены сексуальные намёки.

## О песне
Песня вдохновлена реальной женщиной, с которой у Питера Стила когда-то были романтические отношения. Стил сказал в интервью для журнала Revolver: «Она была католичкой, как и я, но ей нравилось немного нарушать правила. Она просила меня переодеться священником, и, ну, я думаю, вы можете себе представить, что было бы после этого. Так что, я думаю, вы могли бы сказать, что у меня что-то вроде инфекции священника».

## Клипы
На песню были сняты два клипа: первый был примитивной записью, где Стил был распят на кресте как Иисус Христос, под необрезанную версию песни; и второй клип, снятый Джоном Рейссом, сюжетом которого был текст песни, в нём играла уже обрезанная песня.

## Список композиций
- Christian Woman — 08:58
- Christian Woman (перемонтирована) — 04:28
- Suspended In Dusk — 08:39

## Участники записи
- Питер Стил — вокал, бас-гитара
- Джош Сильвер — клавишные, бэк-вокал
- Кенни Хики — гитара, бэк-вокал
- Сол Абрускато — ударные, перкуссия